# Altare
Altare là một đô thị ở tỉnh Savona ở vùng Liguria của Ý, có khoảng cách khoảng 45 km về phía tây của Genova và khoảng 11 km về phía tây bắc của Savona. Tại thời điểm ngày 31 tháng 12 năm 2004, đô thị này có dân số 2.162 người và diện tích là 11,7 km².
Altare giáp các đô thị: Cairo Montenotte, Carcare, Mallare, Quiliano, và Savona.